# Rán
Rán ("krađa") je nordijska božica mora. Ona je kraljica morskih stvorenja i opasna božica jer ima mrežu u koju hvata sve one koji putuju morem. Nazivi za more koji upućuju na Rán su "Ránin muž", "Ránina cesta" i "Ránina zemlja".
Svoju je mrežu Rán jednom posudila bogu Lokiju, koji je u mrežu uhvatio patuljka Andvarija.

## Obitelj
Rán se udala za Ægira, morskog diva i kralja mora. Zajedno s njim živi u dvorani osvijetljenoj zlatom na otoku Hléseyu. Rodila mu je devet kćeri, čija su imena:
- Himinglæva
- Dúfa
- Blóðughadda
- Hefring
- Uðr
- Hrönn
- Bylgja
- Dröfn
- Kólga.